# Miocora peraltica
Miocora peraltica är en trollsländeart som beskrevs av Philip Powell Calvert 1917. Miocora peraltica ingår i släktet Miocora och familjen Polythoridae. Inga underarter finns listade i Catalogue of Life.